# 1984 en santé et médecine
| Années de la santé et de la médecine : 1981 - 1982 - 1983 - 1984 - 1985 - 1986 - 1987    |
| Décennies de la santé et de la médecine : 1950 - 1960 - 1970 - 1980 - 1990 - 2000 - 2010 |

Cet article présente les faits marquants de l'année 1984 en santé et médecine.

## Prix
- Prix Nobel de physiologie ou médecine : Niels Jerne (Danois), Georges Köhler (Allemand), César Milstein (Argentin).
- Prix Lasker
  - Prix Albert-Lasker pour la recherche médicale fondamentale : Michael Potter, Georges Köhler, César Milstein
  - Prix Albert-Lasker pour la recherche médicale clinique : Paul Lauterbur
  - Prix Lasker-Bloomberg pour le bien public : Henry Heimlich.

## Décès
- 28 janvier : Hervey Cleckley (né en 1903), psychiatre américain.